# Lapptjärnen (Arvidsjaurs socken, Lappland, 728682-166549)
Lapptjärnen är en sjö i Arvidsjaurs kommun i Lappland och ingår i Byskeälvens huvudavrinningsområde.